# SMS Szamos
Le SMS Szamos était un monitor de classe Körös construit par l'Autriche-Hongrie à partir de 1891.